# Come sono buoni i bianchi!
Come sono buoni i bianchi! (en francès Y a bon les blancs, en castellà Los negros también comen) és una pel·lícula hispano-italo-francesa dirigida per Marco Ferreri, estrenada el 1988.

## Sinopsi
La pel·lícula recorre el passeig d'un grup de joves europeuss que volen fer treballs benèfics a Àfrica distribuint paquets d'aliments pel Sahel. Al llarg de la pel·lícula, la seva motivació és bastant difícil d'aplicar. Seran estafats, burlats. Finalment, dos d'ells seran drogats, assassinats i canibalitzats durant una posada en escena ritual.

## Repartiment
- Michel Piccoli: Pare Jean-Marie
- Maruschka Detmers: Nadia
- Jean-François Stevenin: Peter
- Juan Diego: Diego Ramírez
- Michele Placido: Michele
- Sheikh Doukoure
- Evelyne Pieiller
- Nicoletta Braschi: Louise
- Pedro Reyes : Hirondelle

## Rodatge
- Durant un descans, els participants del comboi canten a l'uníson el Cor d'esclaus de Nabucco de Giuseppe Verdi.
- En una seqüència de la pel·lícula, Michele Placido mostra a Maruschka Detmers un fragment de la pel·lícula Demetri i els gladiadors de Delmer Daves, en la qual Victor Mature lluita contra un lleó a l'arena.